# Kaple Panny Marie (Jaroměř-Na Žižkově)
Kaple Panny Marie je římskokatolická kaple v Jaroměři, v ulici Na Žižkově. Pozemek i kaple jsou v soukromém vlastnictví.

## Bohoslužby
Pravidelné bohoslužby se v kapli nekonají.

## Galerie

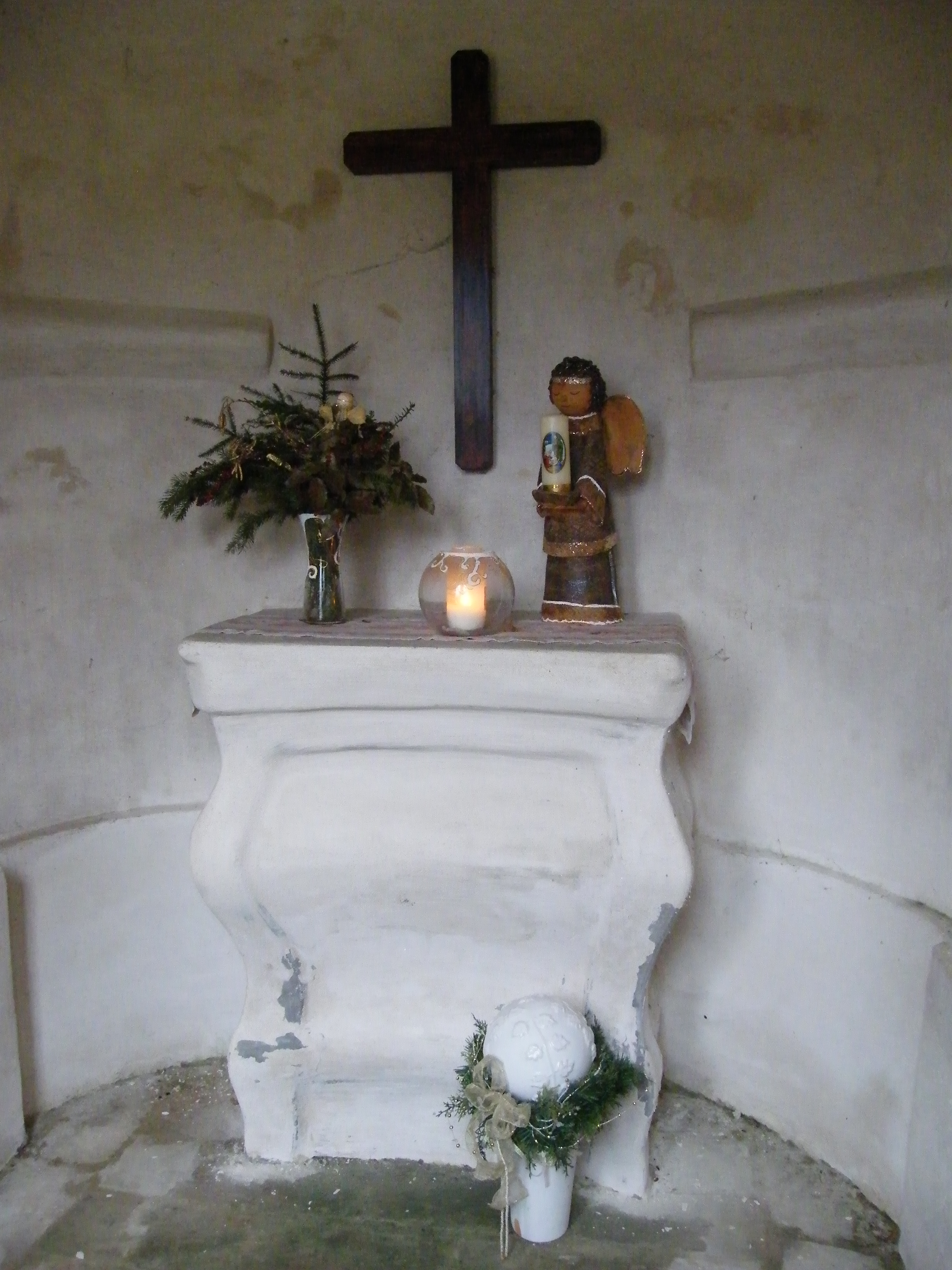
Oltář